# 최고의 결혼
《최고의 결혼》은 2014년 9월 27일부터 2014년 12월 27일까지 방영된 TV조선 드라마 스페셜이다.

## 등장 인물

### 주요 인물
- 박시연 : 차기영 역 (아역 : 구건민)
- 배수빈 : 조은차 역
- 노민우 : 박태연 역
- 엄현경 : 현명이 역

### 차기영의 주변인물
- 정애연 : 나연희 역
- 송영규 : 최일중 역
- 박혜진 : 정순영 역
- 미상 : 최아라 역
- 최정후 : 차단 역

### 조은차의 주변인물
- 박지일 : 서회평 역
- 김진호 : 안종락 역
- 김승훈 : 김호남 역

### 박태연의 주변인물
- 조은지 : 박선녀 역
- 장기용 : 배드로 역
- 이정길 : 박강록 역
- 윤미라 : 전려자 역
- 허준석 : 김준영 역

### 현명이의 주변인물
- 박소진 : 이유리 역

### 그 외 인물들
- 정세형 : 김형준 역
- 정현석 : 오동식 역
- 유장영 : 박성수 역
- 이하원 : 강영주 역
- 손세빈 : 강하니 역
- 강수진 : 나민주 역
- 강용석 : 조은차의 정치 선배 역 (특별출연)
- 오지철 : 결혼식 주례 역 (특별출연)
- 정한비 : 어린이집 선생님 역 (특별출연)
- 김승훈 : 김호남 역
- 민준현
- 전헌태
- 정동규
- 김익태
- 육미라
- 민준호 : 조남철 기자 역
- 박대규 : 형사 역
- 장태민 : FD 역
- 진현광 : 취재기자 역
- 장문규: 택시기사역

## 시청률
| 2014년 | 2014년    | 2014년            |
| 회차   | 방송일    | AGB 시청률 (전국) |
| ------ | --------- | ----------------- |
| 제1회  | 9월 27일  | 1.141%            |
| 제2회  | 9월 28일  | 0.738%            |
| 제3회  | 10월 4일  | 0.525%            |
| 제4회  | 10월 5일  | 0.375%            |
| 제5회  | 10월 11일 | 0.807%            |
| 제6회  | 10월 18일 | 0.753%            |
| 제7회  | 10월 25일 | 1.260%            |
| 제8회  | 11월 1일  | 1.556%            |
| 제9회  | 11월 8일  | 1.151%            |
| 제10회 | 11월 15일 | 1.345%            |
| 제11회 | 11월 22일 | 1.464%            |
| 제12회 | 11월 29일 | 1.306%            |
| 제13회 | 12월 6일  | 1.754%            |
| 제14회 | 12월 13일 | 1.470%            |
| 제15회 | 12월 20일 | 1.815%            |
| 제16회 | 12월 27일 | 1.589%            |